# Dryopteris uniformis
Dryopteris uniformis là một loài thực vật có mạch trong họ Dryopteridaceae. Loài này được (Makino) Makino miêu tả khoa học đầu tiên năm 1909.

## Hình ảnh

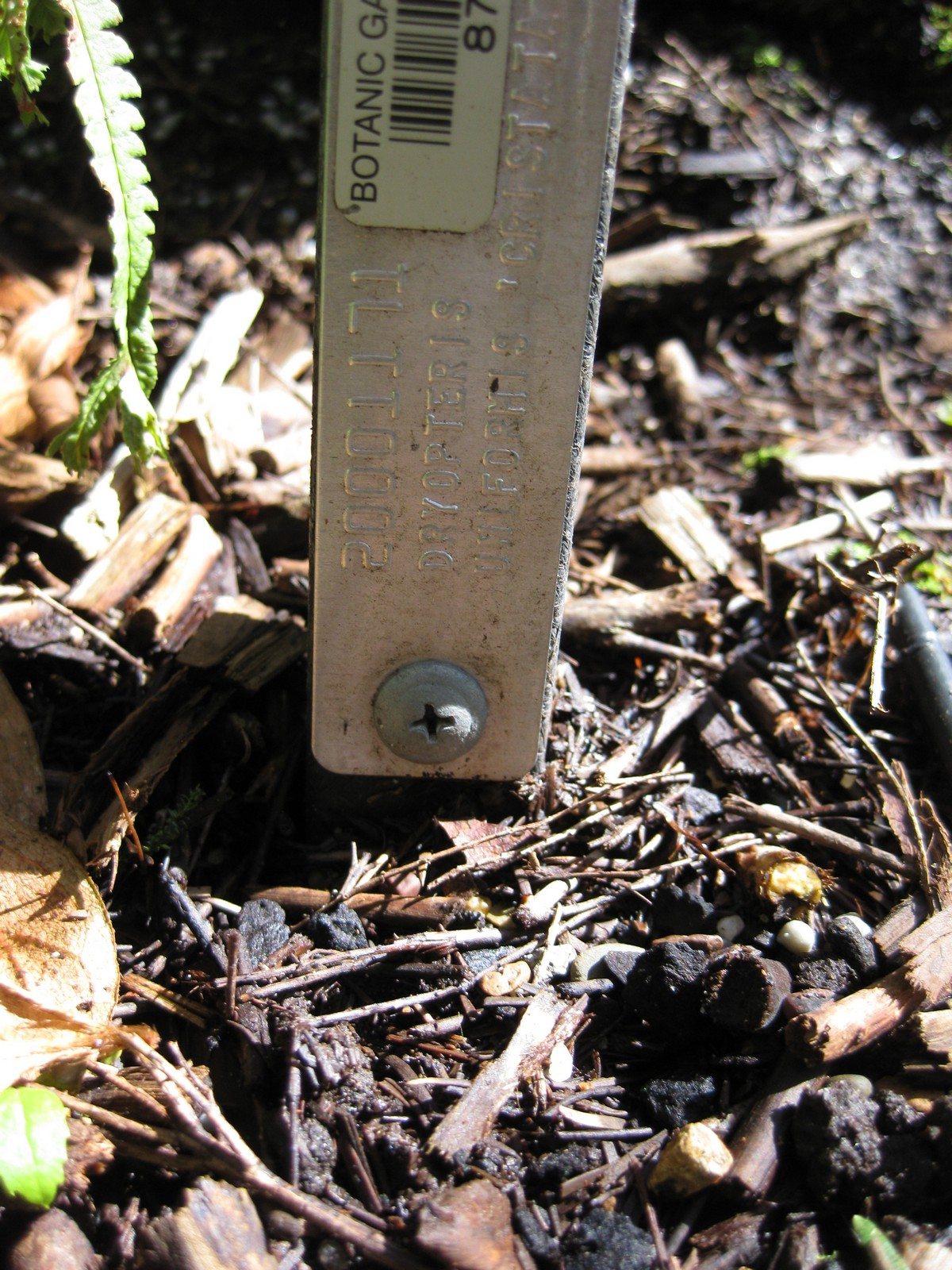
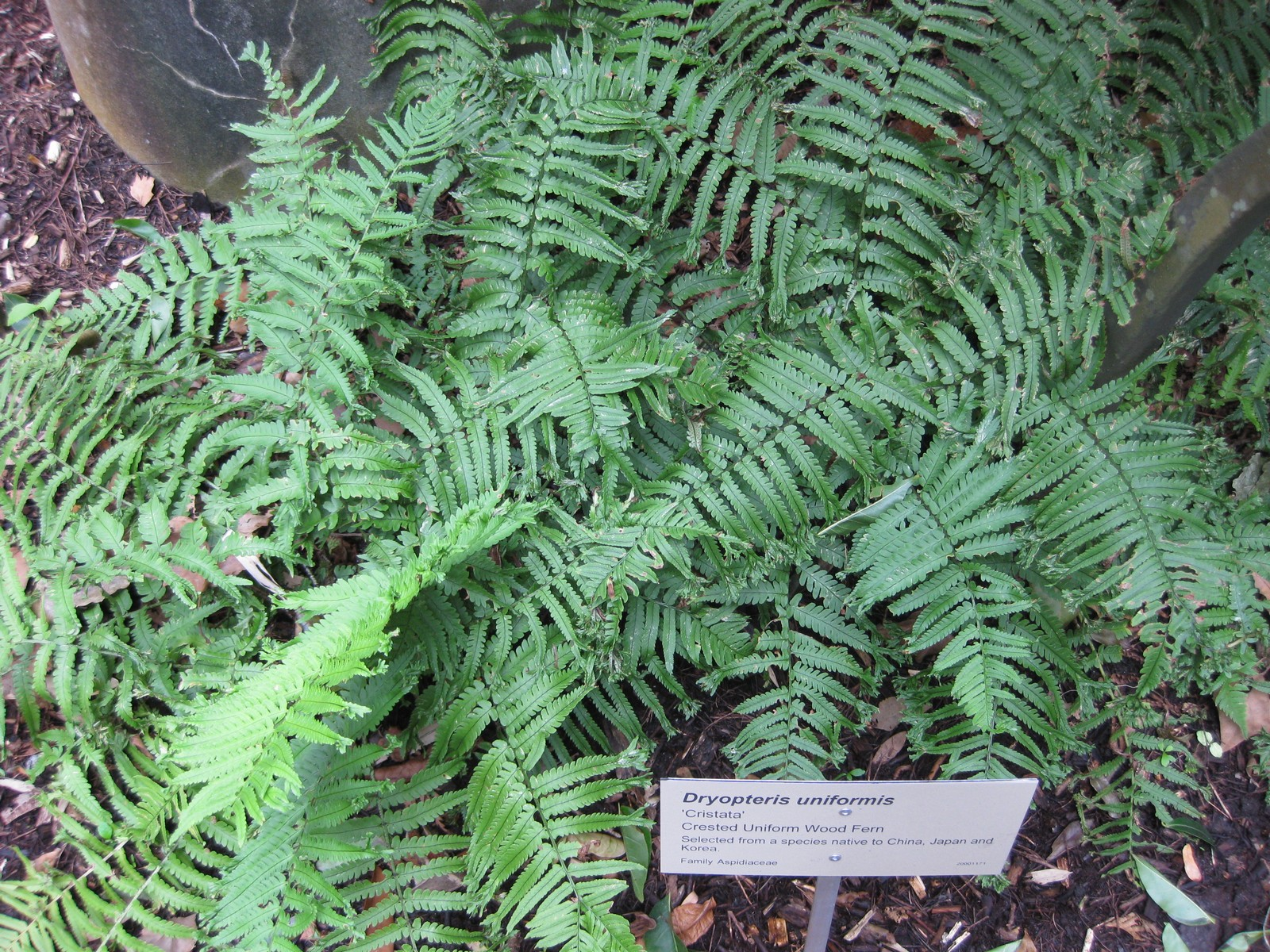
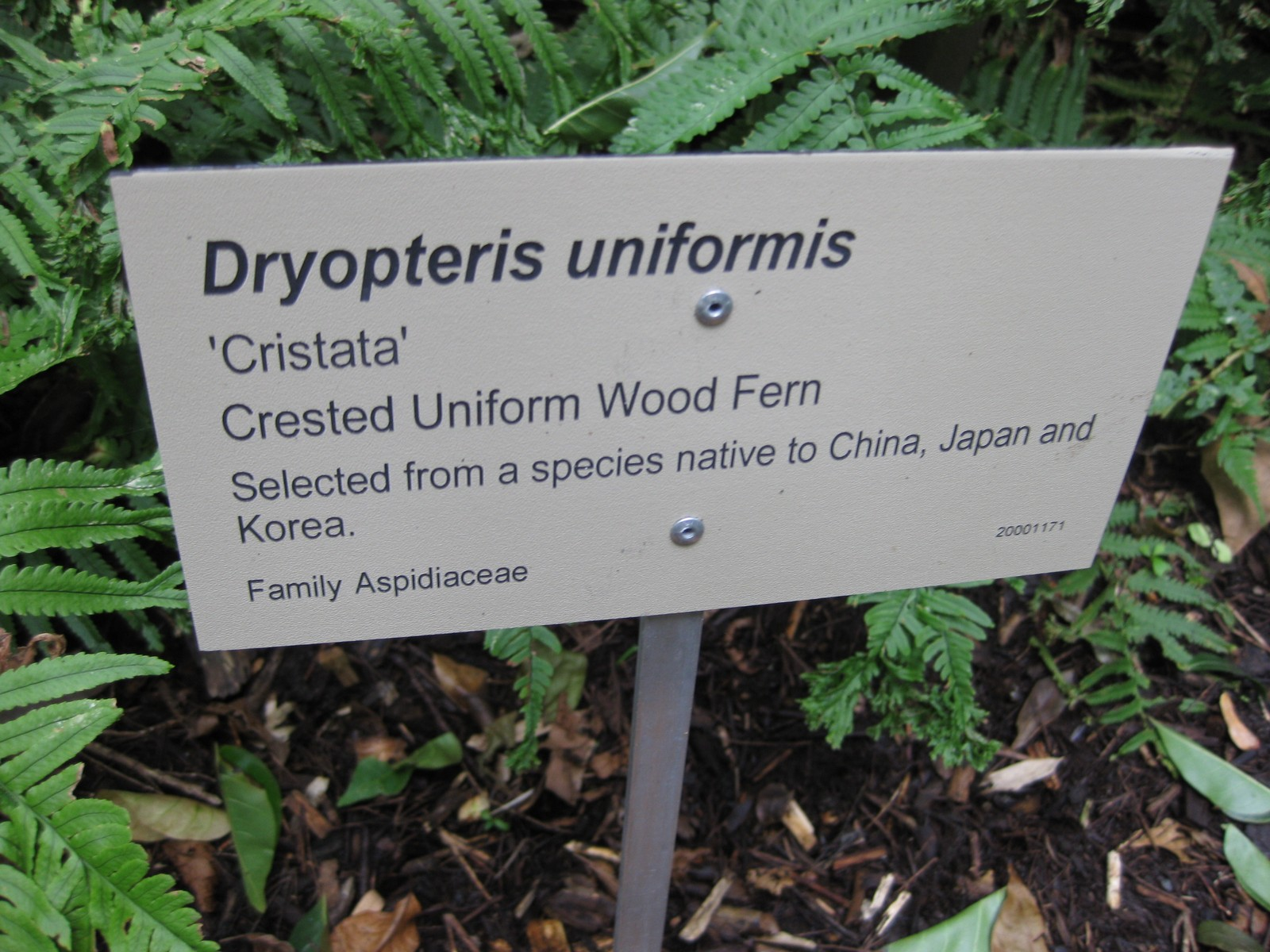